# الثورة الإنجليزية

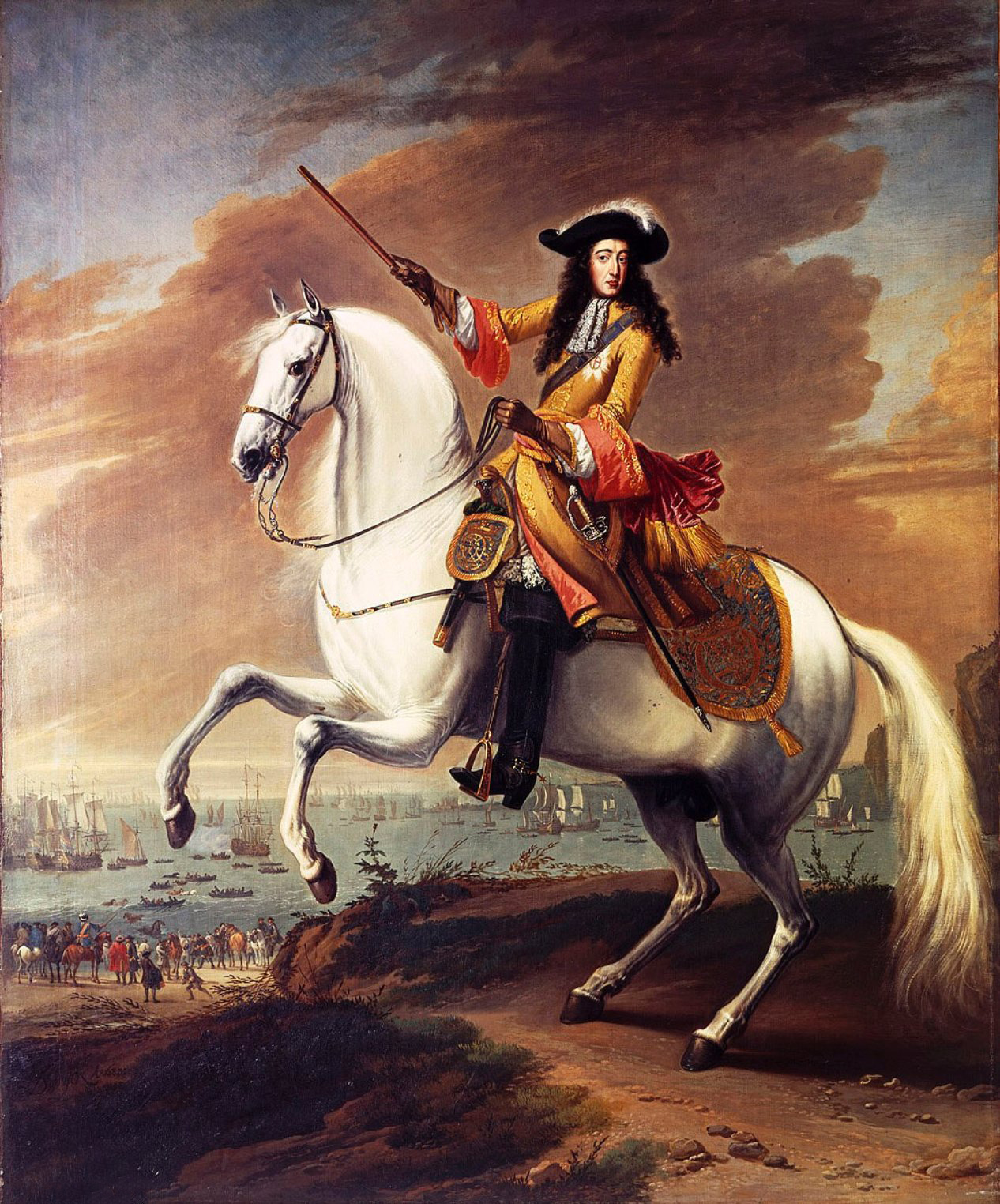
الثورة الإنجليزية في انجلترا عام 1688م

تم استخدام مصطلح «الثورة الإنجليزية» لوصف حدثين مختلفين في تاريخ إنجلترا. كانت الثورة المجيدة عام 1688 هي أول من أطلق عليها - من قبل المؤرخين الهويجز - حيث تم استبدال جيمس الثاني بويليام الثالث ووماري الثانية كملوك وتأسست ملكية دستورية.
ومع ذلك، في القرن العشرين قدّم المؤرخون الماركسيون مصطلح «الثورة الإنجليزية» لوصف فترة الحروب الأهلية الإنجليزية وفترة الكومنولث (1642–1660)، حيث تحدى البرلمان سلطة الملك تشارلز الأول ودخل في صراع أهلي ضد قواته وأعدمه عام 1649. تبع ذلك فترة عشر سنوات من الحكم الجمهوري البرجوازي، يدعى «الكومنولث»، قبل استعادة النظام الملكي في عهد نجل تشارلز الأول، تشارلز الثاني، في عام 1660، الذي أعلن بأثر رجعي أنه الملك الشرعي والشرعي منذ حكم إعدام تشارلز الأول. أدى ذلك إلى العودة إلى الوضع الراهن في العديد من المجالات، ولكن بقيت العديد من المكاسب التي حققتها القوى البرلمانية في القانون. منذ عام 189، كان فريدريك إنجلز يعترف بالحدث على أنه «التمرد العظيم»، ووصف الثورة المجيدة لعام 1688 بأنها «ضعيفة نسبيًا»، رغم الاعتراف بها كجزء من نفس الحركة الثورية.

## نظرية الهويجز
في الثورة مجيدة عام 1688، تم استبدال جيمس الثاني بوليام الثالث وماري الثانية كملك وأنشئ نظام ملكي دستوري ووصفه مؤرخو الحزب اليميني بالثورة الإنجليزية. يوحي هذا التفسير بأن «الثورة الإنجليزية» كانت الفصل الأخير في عملية طويلة من الإصلاح والتدعيم من قبل البرلمان لتحقيق ملكية دستورية متوازنة في بريطانيا، وصدرت قوانين تشير إلى الحرية.

## النظرية الماركسية
تشير النظرة الماركسية للثورة الإنجليزية إلى أن أحداث 1640 إلى 1660 في بريطانيا كانت ثورة برجوازية تم فيها تدمير القسم الأخير من الإقطاع الإنجليزي (الدولة) على يد طبقة برجوازية (وأنصارها) واستبدلت بدولة (ومجتمع) مما عكس التأسيس الأوسع للرأسمالية الزراعية (والصناعية لاحقًا). يرى مثل هذا التحليل أن الثورة الإنجليزية محورية في الانتقال من الإقطاع إلى الرأسمالية ومن الدولة الإقطاعية إلى الدولة الرأسمالية في بريطانيا.
استخدم ماركس عبارة «الثورة الإنجليزية» لأول مرة في النص القصير «ثورة القرن السابع عشر في إنجلترا»، ردًا على كتيب عن الثورة المجيدة لعام 1688 بقلم فرانسوا جيزو. تمت الإشارة أيضًا إلى كرومويل والحرب الأهلية الإنجليزية عدة مرات في العمل الثامن عشر من برومير لويس بونابرت، ولكن لم تتم الإشارة إلى الحدث مباشرة بالاسم. بحلول عام 1892، كان إنجلز يستخدم مصطلح «التمرد العظيم» للتعبير عن الصراع، وبينما كان لا يزال يعترف به كجزء من نفس الحدث الثوري، لكنه رفض الثورة المجيدة لعام 1688 باعتبارها «ضعيفة نسبيًا».

وفقًا للمؤرخ الماركسي كريستوفر هيل:
كانت الحرب الأهلية حربًا طبقية، حيث دافعت القوى الرجعية للكنيسة القائمة وأصحاب العقارات المحافظين عن استبداد تشارلز الأول، وعلى الجانب الآخر وقفت الطبقات التجارية والصناعية في المدينة والريف... طبقة النبلاء التقدمية، و... جماهير أكبر من السكان كلما تمكنوا من خلال المناقشة الحرة لفهم ما كان النضال يدور حوله حقًا.
انتقلت التطورات اللاحقة في النظرة الماركسية من نظرية الثورة البرجوازية إلى أن الثورة الإنجليزية توقعت الثورة الفرنسية ثم الثورات اللاحقة في مجال المكاسب الإدارية والاقتصادية الشعبية. وإلى جانب توسع السلطة البرلمانية، حطمت الثورة العديد من علاقات القوة القديمة في كل من المجتمع الإنجليزي الريفي والحضري. حققت الحركة الديمقراطية النقابية في تلك الفترة أكبر نجاحاتها بين عمال النقل في لندن، وأبرزهم رجال الماء، الذين أضفوا الطابع الديمقراطي على شركتهم من العام 1641 إلى 1643. ومع اندلاع الحرب الأهلية عام 1642، بدأت المجتمعات الريفية تستولي على الأخشاب والموارد الأخرى في ممتلكات الملكيين والكاثوليك والعائلة المالكة والتسلسل الهرمي للكنيسة. قامت بعض المجتمعات بتحسين ظروف حيازة هذه العقارات.
بدأ الوضع الراهن القديم في الانكماش بعد نهاية الحرب الأهلية الرئيسية عام 1646، وخاصة بعد استعادة النظام الملكي عام 1660. لكن بعض المكاسب كانت طويلة الأمد. على سبيل المثال، نجا العنصر الديمقراطي الذي تم إدخاله إلى شركة الملاحين في عام 1642، مع التقلبات، حتى عام 1827.

كما طورت النظرة الماركسية مفهوم «الثورة داخل الثورة» (التي اتبعها هيل وبريان مانينغ وآخرون) والتي ركزت بقدر أكبر على الحركات الراديكالية في تلك الفترة (مثل المحرض ليفيلرز، والمتمردين في العصر الجيش النموذجي الجديد وجماعة الحفارون) الذين حاولوا الذهاب إلى أبعد من البرلمان في أعقاب الحرب الأهلية.
كانت هناك، ثورتان في إنجلترا في منتصف القرن السابع عشر ربما نبالغ في تبسيطها. أنشأت تلك التي أعقبت الحقوق المقدسة للملكية (إلغاء الحيازة الإقطاعية، وعدم فرض ضرائب تعسفية)، وأعطت السلطة السياسية للمالك (سيادة البرلمان والقانون العام، وإلغاء المحاكم ذات الامتياز)، وأزالت جميع العوائق أمام انتصار أيديولوجية رجال الملكية - الأخلاق البروتستانتية. ومع ذلك، كانت هناك ثورة أخرى لم تحدث أبدًا، رغم أنها كانت تهدد من وقت لآخر. ربما يكون هذا قد أسس ملكية مجتمعية، وديمقراطية أوسع بكثير في المؤسسات السياسية والقانونية، وربما يكون قد أفسد كنيسة الدولة، ورفض الأخلاق البروتستانتية.
ذكر بريان مانينغ:
عادت الطبقة الحاكمة القديمة بأفكار جديدة وآفاق جديدة كانت منسجمة مع النمو الاقتصادي والتوسع وسهلت، على المدى الطويل، تطوير اقتصاد رأسمالي بالكامل. كان سيكون الأمر مختلفًا تمامًا لو لم يكن تشارلز الأول مضطرًا لاستدعاء ذلك البرلمان للاجتماع في وستمنستر في 3 نوفمبر 1640.
يُستخدم مصطلح «الثورة الإنجليزية» أيضًا من قبل غير الماركسيين في العصر الفيكتوري للإشارة إلى عام 1642، فعلى سبيل المثال ذكر الناقد والكاتب ماثيو أرنولد في «وظيفة النقد في الوقت الحاضر»: 

### النقد
تعرضت هذه الفكرة، رغم شعبيتها بين المؤرخين الماركسيين، لانتقادات من قبل العديد من المؤرخين في المزيد من المدارس الليبرالية.

إن الفكرة القائلة بأن أحداث 1640 إلى 1660 تشكل «ثورة إنجليزية» قد انتقدها مؤرخون مثل أوستن وولريتش، الذي أشار: 
كشفت الأبحاث المضنية في المقاطعة بعد المقاطعة، وفي مكاتب السجلات المحلية، ومحفوظات الأسرة، أن التغييرات في ملكية العقارات، وبالتالي في تكوين الطبقة الحاكمة، لم تكن كبيرة كما كان يُعتقد في السابق.
يجادل وولريتش بأن الفكرة التي وقول أن هذه الفترة تشكل «ثورة إنجليزية» لا تتجاهل فقط الافتقار إلى التغيير الاجتماعي الهام الذي تم احتواؤه خلال هذه الفترة، ولكنها تتجاهل أيضًا الاتجاهات طويلة المدى في الفترة الحديثة المبكرة والتي تمتد إلى ما بعد هذا الإطار الزمني الضيق.
لم يتجاهل ماركس ولا إنجلز التطور الإضافي للدولة البرجوازية بعد هذه النقطة، كما يتضح من كتاباتهما عن الثورة الصناعية.